# Antonia Lottner
Antonia Lottner (* 13. August 1996 in Düsseldorf) ist eine deutsche Tennisspielerin.

## Karriere

### Jugend
Lottner machte schon sehr früh auf ihre Fähigkeiten im Tennis aufmerksam. Nach dem Besuch der Tennisschule von David Squire in Düsseldorf-Kaiserswerth spielte Lottner ab 2009 für den TC Moers 08. Sie siegte beim Nationalen Jüngstenturnier in Detmold, bei Nachwuchsturnieren in Essen und Moers sowie bei mehreren europäischen Wettbewerben.
Lottner wurde Deutsche Meisterin in der U-12-Altersklasse, im Frühjahr 2010 in der U-14-Altersklasse und im Sommer 2011 deutsche U-16-Jugendmeisterin im Einzel und Doppel. Außerdem war sie die Nummer 1 der deutschen Jugendrangliste der U-16-Altersklasse.
Lottner führte zudem das U-14-Nationalteam beim Europacup in die Finalrunde. Sie wurde von Barbara Rittner zu mehreren Lehrgängen des deutschen Fed-Cup-Teams eingeladen und gehörte zum C-Kader Hauptförderung Juniorinnen des DTB.
Im Juni 2012 erreichte sie das Halbfinale des Juniorenwettbewerbs der French Open; Lottner verlor ihre Partie mit 5:7, 1:6 gegen Anna Karolína Schmiedlová und verpasste damit den Einzug ins Finale. In Wimbledon kam sie 2012 im Juniorenwettbewerb bis ins Viertelfinale, bei den US Open stand sie zum zweiten Mal im Halbfinale eines Grand-Slam-Turniers. Dort verlor sie gegen Samantha Crawford (6:3, 1:6 und 2:6), die zuvor bei den Profis über die Qualifikation bereits die erste Runde erreicht hatte. Außerdem gewann Lottner im Juli 2012 die Internationalen Deutschen Meisterschaften der Juniorinnen in Berlin. Im Juli 2012 stand sie auf Platz 3 der Juniorinnen-Weltrangliste. Am 8. Juni 2013 verlor sie das Juniorinnen-Finale der French Open gegen Belinda Bencic mit 1:6 und 3:6.

### Profispielerin
Ende August 2010 spielte Lottner in Braunschweig ihr erstes ITF-Turnier. Während sie im Einzel im Achtelfinale scheiterte, zog sie mit Doppelpartnerin Jana Nabel ins Finale ein. Dort unterlagen sie Aminat Kuschkowa und Olga Panowa mit 3:6, 0:6.
Nach dem Endspieleinzug im Doppel beim ITF-Turnier in Stockholm Ende Oktober 2011 gewann Lottner am 6. November das Einzelfinale und sicherte sich ihren ersten Sieg bei einem ITF-Turnier. Im Endspiel besiegte sie Quirine Lemoine mit 4:6, 6:4 und 7:5. In der Saison 2011 kam sie für den TC Moers 08 zu einem Einsatz in der Bundesliga (je ein Sieg in Einzel und Doppel).
Auch in der Saison 2012 spielte Lottner für das Bundesliga-Team des TC Moers. Ende April scheiterte sie beim WTA-Turnier in Stuttgart in der Qualifikation an Anna-Lena Friedsam. Am 22. Juli gewann sie an der Seite von Julia Kimmelmann beim ITF-Turnier in Darmstadt ihren ersten Doppeltitel.
Zur Saison 2013 wechselte sie zum TEC Waldau. Im Februar gewann sie das $10.000-ITF-Turnier in Mâcon sowohl im Einzel als auch im Doppel. Im Einzelfinale setzte sie sich gegen Anna-Giulia Remondina durch. Im Doppel gewann sie zusammen mit Daria Salnikowa, mit der sie eine Woche zuvor in Leimen schon gegen Francesca Palmigiano und Anna Remondina ins Endspiel eingezogen war.
2014 zog sie an der Seite von Anna Zaja beim WTA-Premier-Turnier in Stuttgart ins Halbfinale der Doppelkonkurrenz ein. Beide waren überraschend ins Hauptfeld nachgerückt, wo sie in der Vorschlussrunde der Paarung Cara Black/Sania Mirza erst im Match-Tie-Break mit 2:6, 6:2 und [4:10] unterlagen.
Durch die beiden Siege im Juli 2016 bei den Turnieren in Versmold und Prag schaffte Lottner Anfang August zum ersten Mal den Sprung unter die Top 200 der Weltrangliste. Daher konnte sie auch für die Qualifikation bei den US Open melden. Sie erreichte dort das Hauptfeld, unterlag dann aber in der ersten Runde Vania King.
Im Jahr 2017 nahm Lottner an den Qualifikationsturnieren für die Australian Open, French Open und Wimbledon teil, konnte sich allerdings nie für das Hauptfeld qualifizieren. Beim WTA-International-Turnier im Juli in Gstaad erreichte sie im Einzel das Viertelfinale und erzielte im November mit dem Einzug in das Finale des WTA-Challenger-Turniers in Limoges ihren bislang größten Erfolg.
Mit diesen guten Ergebnissen im zweiten Halbjahr 2017 sowie dem guten Abschneiden auf der WTA Tour 2018 in Prag, auf Mallorca (jeweils Achtelfinale) sowie in ’s-Hertogenbosch (Viertelfinale) konnte sie im Juni 2018 auf Rang 128 der Weltrangliste klettern.
Im Februar 2018 spielte sie in Minsk gegen Belarus erstmals für die deutsche Fed-Cup-Mannschaft. In ihrer Fed-Cup-Bilanz hat sie zwei Siege und eine Niederlage zu Buche stehen.
Im Jahr 2020 nahm Lottner erstmals auch an den Australian Open im Hauptfeld teil, unterlag aber in der 1. Runde der Italienerin Camila Giorgi in zwei Sätzen mit 3:6 und 3:6.

## Turniersiege

### Einzel
| Nr. | Datum            | Turnier             | Kategorie   | Belag             | Finalgegnerin          | Ergebnis       |
| --- | ---------------- | ------------------- | ----------- | ----------------- | ---------------------- | -------------- |
| 1.  | 5. November 2011 | Stockholm           | ITF $10.000 | Hartplatz (Halle) | Quirine Lemoine        | 4:6, 6:4, 7:5  |
| 2.  | 24. Februar 2013 | Mâcon               | ITF $10.000 | Hartplatz (Halle) | Anna-Giulia Remondina  | 7:5, 7:5       |
| 3.  | 22. Juni 2013    | Köln                | ITF $10.000 | Sand              | Anastassija Wassyljewa | 4:6, 6:4, 7:5  |
| 4.  | 24. August 2014  | Braunschweig        | ITF $15.000 | Sand              | Conny Perrin           | 6:3, 6:3       |
| 5.  | 18. Januar 2015  | Stuttgart-Stammheim | ITF $10.000 | Hartplatz (Halle) | Pemra Özgen            | 3:6, 6:3, 6:2  |
| 6.  | 10. Juli 2016    | Versmold            | ITF $50.000 | Sand              | Tereza Smitková        | 3:6, 7:5, 6:3  |
| 7.  | 31. Juli 2016    | Prag                | ITF $75.000 | Sand              | Carina Witthöft        | 7:66, 1:6, 7:5 |

### Doppel
| Nr. | Datum            | Turnier             | Kategorie   | Belag             | Partnerin        | Finalgegnerinnen                           | Ergebnis         |
| --- | ---------------- | ------------------- | ----------- | ----------------- | ---------------- | ------------------------------------------ | ---------------- |
| 1.  | 21. Juli 2012    | Darmstadt           | ITF $25.000 | Sand              | Julia Kimmelmann | Martina Borecká Petra Krejsová             | 6:3, 6:1         |
| 2.  | 22. Februar 2013 | Mâcon               | ITF $10.000 | Hartplatz (Halle) | Daria Salnikowa  | Francesca Palmigiano Anna-Giulia Remondina | 6:4, 5:7, [10:7] |
| 3.  | 8. November 2014 | Scharm asch-Schaich | ITF $25.000 | Hartplatz         | Laura Siegemund  | Olha Jantschuk Nastja Kolar                | 6:1, 6:1         |
| 4.  | 21. Februar 2015 | Altenkirchen        | ITF $25.000 | Teppich (Halle)   | Ana Vrljić       | Sandra Klemenschits Tatjana Maria          | 6:4, 3:6, [11:9] |
| 5.  | 27. Februar 2016 | Kreuzlingen         | ITF $50.000 | Teppich (Halle)   | Amra Sadikovic   | Tena Lukas Bernarda Pera                   | 5:7, 6:2, [10:5] |
| 6.  | 30. April 2016   | Chiasso             | ITF $25.000 | Sand              | Anne Schäfer     | Olga Brózda Katarzyna Kawa                 | 6:1, 6:1         |

## Abschneiden bei Grand-Slam-Turnieren

### Dameneinzel
| Turnier         | 2016 | 2017 | 2018 | 2019 | 2020 | 2021 | 2022 | Karriere |
| --------------- | ---- | ---- | ---- | ---- | ---- | ---- | ---- | -------- |
| Australian Open | —    | Q1   | Q2   | Q3   | 1    | Q2   | —    | 1        |
| French Open     | —    | Q2   | Q1   | 1    | Q1   | Q2   | —    | 1        |
| Wimbledon       | —    | Q3   | 1    | Q3   |      | —    | Q1   | 1        |
| US Open         | 1    | Q2   | Q2   | Q1   | —    | —    | —    | 1        |

Zeichenerklärung: S = Turniersieg; F, HF, VF, AF = Einzug ins Finale / Halbfinale / Viertelfinale / Achtelfinale; 1, 2, 3 = Ausscheiden in der 1. / 2. / 3. Hauptrunde; Q1, Q2, Q3 = Ausscheiden in der 1. / 2. / 3. Qualifikationsrunde; nicht ausgetragen

### Juniorinneneinzel
| Turnier         | 2012 | 2013 | Karriere |
| --------------- | ---- | ---- | -------- |
| Australian Open | —    | VF   | VF       |
| French Open     | HF   | F    | F        |
| Wimbledon       | VF   | —    | VF       |
| US Open         | HF   | HF   | HF       |

### Juniorinnendoppel
| Turnier         | 2012 | 2013 | Karriere |
| --------------- | ---- | ---- | -------- |
| Australian Open | —    | VF   | VF       |
| French Open     | 1    | VF   | VF       |
| Wimbledon       | AF   | —    | AF       |
| US Open         | HF   | HF   | HF       |

## Weltranglistenpositionen am Saisonende
| Jahr   | 2011 | 2012 | 2013 | 2014 | 2015 | 2016 | 2017 | 2018 | 2019 | 2020 |
| ------ | ---- | ---- | ---- | ---- | ---- | ---- | ---- | ---- | ---- | ---- |
| Einzel | 1209 | 686  | 389  | 456  | 286  | 176  | 201  | 152  | 160  | 179  |
| Doppel | 978  | 455  | 437  | 154  | 225  | 290  | 449  | —    | 782  | —    |